# Saint-Jacques-des-Arrêts
Saint-Jacques-des-Arrêts è un comune francese di 113 abitanti situato nel dipartimento del Rodano della regione Alvernia-Rodano-Alpi.

## Società

### Evoluzione demografica
Abitanti censiti